# Ceutronen
Die Ceutronen (Latein Ceutrones) waren ein keltisches, möglicherweise sogar ein keltoligurisches Volk in den Alpen in der römischen Provinz Alpes Graiae, woher auch der Name Ceutronicae Alpes (Ceutronische Alpen) kommt.
Sie versuchten im Jahre 58 v. Chr. gemeinsam mit den Graiocelern und den Caturigern und ein Jahr später mit den Nantuaten Caesar an seinem Durchmarsch durch die Alpen zu hindern, konnten jedoch von diesem in mehreren Schlachten geschlagen werden. Nach Plinius dem Älteren produzierten die Ceutronen einen guten Käse, den sogenannten Vatusicus, und hochwertiges Kupfer. Die Hauptstadt der Ceutronen war, so Claudius Ptolemäus in seiner Geographike Hyphegesis, Axima (römischer Name: Forum Claudii Ceutronum; heute: Aime-en-Tarentaise).
Ein Volk im belgischen Gallien mit demselben Namen erscheint bei Caesar im Zusammenhang mit Truppenaushebungen des Ambiorix. Sie werden als Klientelstamm der Nervier genannt.